# Molophilus tenuistylus
Molophilus tenuistylus är en tvåvingeart som beskrevs av Alexander 1923. Molophilus tenuistylus ingår i släktet Molophilus och familjen småharkrankar. Inga underarter finns listade i Catalogue of Life.